# Рестрикційний аналіз ампліфікованої рДНК
Рестрикці́йний ана́ліз ампліфіко́ваної рДНК (англ. ARDRA) — це молекулярно-генетичний метод, що базується на ПЛР і використанні рестриктаз. ARDRA аналіз використовують для геномного фінгерпринтингу, що необхідно для ідентифікації мікроорганізмів.

## Суть методу
Для ARDRA аналізу розробляють універсальні праймери, за допомогою яких ампліфікують послідовності бактеріальної рДНК з наступним розщепленням ендонуклеазами рестрикції, що розрізають ПЛР-продукти на дрібні фрагменти (REA). Аналіз цих рестрикційних фрагментів використовується для визначення поліморфізму і класифікації бактеріальних ізолятів до роду та виду. Їх розділяють в гелі й досліджують за допомогою комп'ютерної програми.
Одним із варіантів ARDRA є аналіз поліморфізму довжини термінальних рестрикційних фрагментів (Т-RFLP), створений на основі спостереження того, що довжина термінальних рестрикційних фрагментів ампліфікованого гена 16S рРНК специфічна для різних філогенетичних груп. Після інкубації з рестриктазами ампліфікованих 16S фрагментів 5'-праймер, зв'язаний з міченим флуоресцентним барвником, мітить термінальний фрагмент ДНК, який тепер специфічно виявляється і розміри якого визначають до кількох пар основ, використовуючи напівавтоматичний електрофорез.